# Катхуния, Йогеш
Йогеш Катхуния (род. 3 марта 1997, Дели) — индийский паралимпиец-легкоатлет, специализирующийся в метании диска. Он представлял Индию на летних Паралимпийских играх 2020 года, где выиграл серебряную медаль в метании диска среди мужчин в классе F56. У него редкое неврологическое заболевание, синдром Гийена-Барре. Последовавший квадрипарез приковал его к инвалидной коляске в 2006 году. После того, как благодаря помощи матери он прошёл курс физиотерапии, он стал ходить и выиграл медаль.

## Биография
Йогеш Катхуния родился 3 марта 1997 года в семье домохозяйки Миины Деви и солдата индийской армии Гьянчанда Катхунии. С возраста 9 лет Йогеш страдал синдромом Гийена-Барре. Он учился в государственной школе индийской армии в Чандигархе, где его отец служил в армии. Мать изучила физиотерапию, и через 3 года, в возрасте 12 лет, он восстановил мышечную силу, благодаря чему смог снова ходить. Позже он получил степень бакалавра в колледже Кирори Мал в Дели, где изучал коммерцию. Тогда же стал заниматься паралимпийским спортом.

## Карьера
В 2017 году Йогеш начал заниматься паралимпийским спортом после того, как Сачин Ядав, генеральный секретарь студенческого союза в колледже Кирори Мал, мотивировал его заняться спортом, регулярно показывая ему видео со спортсменами-паралимпийцами.
В 2018 году он установил мировой рекорд в категории F36, бросив диск на 45,18 м на чемпионате Европы в Берлине.
В августе 2021 года Катхуния представлял Индию в соревнованиях по метанию диска в категории F56 на летних Паралимпийских играх 2020 года в Токио и выиграл серебряную медаль.